# Justicia adhatoda
Espèce
Classification phylogénétique
Justicia adhatoda est une espèce de plantes à fleurs de la famille des Acanthaceae. C'est une plante herbacée originaire d'Asie (Chine, Inde, Malaisie). Elle est cultivée ailleurs, notamment aux Antilles.
Son fruit n'est pas comestible malgré son nom anglais : « Malabar-nut ».
Cette plante est une source de vasicine.